# Javier Sicilia Zardain
Javier Sicilia Zardain (Ciutat de Mèxic, 31 de maig del 1956) és un escriptor i periodista mexicà. El març del 2011 va cobrar notorietat a més pel seu activisme després de l'assassinat del seu fill i altres sis joves a Temixco. La seva afició per la literatura ve del seu pare. Va estudiar filosofia a la UNAM. Ha estat fundador i / o col·laborador de publicacions com a La Jornada, Proceso, Ixtus, Conspiratio, SERPAJ México, El Telar, Poesía, Los Universitarios i Cartapacios; membre del Sistema Nacional de Creadores de Arte; i professor o secretari de la Universidad La Salle Cuernavaca i la Universidad Autónoma del Estado de Morelos (UAEM).

## Premis
- 1990 - Premio Ariel
- 1993 - Premio Nacional de Literatura José Fuentes Mares
- 2009 - Premio Nacional de Poesía Aguascalientes
- 2011 - Global Exchange People's Choice Award
- 2011 - Presea Corazón de león
- 2011 – Persona de l'any, Time magazine[4]
- 2012 - XX Premio "Don Sergio Méndez Arceo"
- 2012 - Premio Voz de los Sin Voz
- 2017 -Premio Pakal de Oro
- 2018 - Reconocimiento Juan Gelman[5]

## Obres
Poesia
- Permanencia en los puertos (1982)
- La presencia desierta (1985)
- Oro (1990)
- Trinidad (1992)
- Vigilias (1994)
- Resurrección (1995)
- Pascua (2000)
- Lectio (2004)
- Tríptico del Desierto (2009)
- Vestigios (2013)

Novel•es
- El bautista (1991)
- El reflejo de lo oscuro F.C.E (1998)
- Viajeros en la noche (1999)
- A través del silencio (2002)
- La confesión (2008)
- El fondo de la noche (2012)
- El deshabitado (2016)